# ザック・カオ
ザック・カオ（高皓正、Zac Kao、1977年9月29日 -）は、香港生まれの男性歌手・俳優である。本名は高萬華。愛称は中大謝霆鋒、爛gag王。身長174cm、体重142lbs、てんびん座。クイーン・エリザベス中学校を経て、香港中文大学哲学部を卒業。現在の所属事務所およびレコード会社はスターJ&スナッズ・エンターテインメント・グループ。
2008年7月19日、広東語のアルバム『真心唱歌』をリリースした。

## 音楽作品

### アルバム
- 2008年7月19日：『真心唱歌』（CD+DVD）

### 未収録の歌曲
- 性在有心
- 偶然遇上的驚喜
- 孩子們、不要睡！
- 承諾（数々アーティスト合唱）
- 雪中送暖（数々アーティスト合唱）
- 抱抱團聚（数々アーティスト合唱）
- 愛在香港（数々アーティスト合唱）
- 奧運北京（北京オリンピック08主題歌；数々アーティスト合唱）
- 光輝的印記（TVBアーティスト合唱）
- 大節日（SNAZZアーティスト合唱）
- 智激校園（司徒瑞祈、余天欣と共に合唱）
- 勇者（TVBドラマ『學警雄心』主題歌；郭力行、ロン・ン、Skyと共に合唱）
- I Wanna Love You（TVBドラマ『學警雄心』エンディング曲）（彭嘉麗と共に合唱）
- IQ,CQ,EQ（翟兆麟、鄭世豪、杜港と共に合唱）
- 為寂寞拍拖（パーシー・ファンと共に合唱；アルバム『少女大帝』を収録）
- 愛我媽（童謡アルバム『Bear label vol.1』を収録）
- 義出必行（SNAZZアーティスト合唱）（アルバム『Bear label vol.1』と『Just Go』を収録）
- 聖誕新年Family（SNAZZアーティスト合唱）

### 作曲提供
- ルイス・クー - Mr. Cool
- フローレンス・リン - 得你如此珍惜我
- パーシー・ファン - 你的小天使
- ザック・カオ - 真心唱歌、時間停頓、愛妳也愛祂、忘記背後、相戀有罪、性在有心、愛我媽
- ザック・カオ／パーシー・ファン／バリー・イップ／裕美／エンジェル・ホー／タット・ディック／ウィンキー・ラウ - 義出必行
- ザック・カオ／EO2／裕美／ヴァンジー・タン／エンジェル・ホー／ウィンキー・ラウ／黄子菲／黄麗虹／リョン・ホーイン - 聖誕新年Family
- 裕美 - 水果大聯盟

### 作詞提供
- 2R - 2人新裝、愛情專櫃、9A1F
- Dear Jane - 黑仔
- EO2 - 三項鐵人
- シャイン - 戰友
- Soler - 兄弟、陪我飛、媽媽再見
- 女生宿舍 - 全女打
- イヴァナ・ウォン - 快樂小博士
- ルイス・クー - 頭文字K
- 余文楽 - 愛快羅密歐
- 阮民安 - 賴蛤蟆
- レイン・リー - 天使愛美麗
- ドン・リー - 打氣、某某
- エンディ・チョウ - 黄金入球
- ニキ・チョウ - 龜兔戀
- エラ・クーン - 完成大我
- フランキー・ラム／ケニックス・クォック - 十指緊扣
- フローレンス・リン - 得你如此珍惜我
- パーシー・ファン - 你的小天使
- パーシー・ファン／裕美 - 一起愛、少女大帝
- レイラ・トン - 玻璃心
- ザック・カオ - 真心唱歌、時間停頓、不要驚動愛情、愛妳也愛祂、忘記背後、相戀有罪、瞓身、愛我媽、性在有心
- ザック・カオ／ロン・ン／郭力行／Sky - 勇者（TVBドラマ『學警雄心』主題歌）
- ザック・カオ／余天欣／司徒瑞祈 - 『智激校園』主題歌
- ザック・カオ／パーシー・ファン／バリー・イップ／裕美／エンジェル・ホー／タット・ディック／ウィンキー・ラウ - 義出必行
- ザック・カオ／EO2／裕美／ヴァンジー・タン／エンジェル・ホー／ウィンキー・ラウ／黄子菲／黄麗虹／リョン・ホーイン - 聖誕新年Family
- ヴィーナス・チョン - Venus
- キャシー・リョン - 到此一遊
- イザベラ・リョン - 有鬼
- トビー・リョン - 賤人
- 郭力行 - 我只是你哥、笨過人、鐵人、一撻即著、少兒武術
- 陳宇森 - 乞丐王子
- 陳明恩 - 反叛有因
- 陳紀匡 - 二號院
- 陳慧琳／ボウイ・ラム - 不配相擁
- 游茛維／楊洛婷 - 問問Master Joe
- エンメ・ウォン - 愛失救
- ボスコ・ウォン - 有口難言
- 黄凱芹 - 天職
- 黄馨 - 愛得起
- バリー・イップ - 我們的校歌
- バリー・イップ／賈曉晨／タット・ディック／パーシー・ファン／トートー・アウ／ヴィーナス・チョン／ウィンキー・ラウ／黄子菲／黄麗虹／Yellow - 全宇宙過聖誕
- 裕美 - 雪映移城、聖火狂熱、幸福秘方、童話Everyday、搭錯車、漂流記、水果大聯盟
- 賈曉晨 - 花貓變身豹、聽你的愛情
- ヴァンジー・タン - 幼稚戀、繼續潮拜
- ステフィー・タン - 親朋勿友（Solo '05）
- ステフィー・タン／テレサ・フー - 親朋勿友
- レネイ・ダイ - 鴻運到、雨裡同行
- アラン・タム／ハッケン・リー - 左鄰右里（北京語）

## 出演作品

### ドラマ

#### TVB
- 2003年 『當四葉草碰上剣尖時』- 劉克風（大黑） 役
- 2005年 『奇幻潮』
- 2005年 『學警雄心』- 安子豪 役
- 2006年 『窈窕熟女』- 成志美 役
- 2006年 『鐵血保鏢』- 山賊 役
- 2007年 『學警出更』- 安子豪 役
- 2008年 『東山飄雨西關晴』- 潘兆棠（年青） 役
- 2009年 『古霊精探II』

### インターネットドラマ
- 2003年 『一起喝采』（Now.com）

### 舞台
- 2004年 『再起舞』
- 2005年 『唯獨你是王』
- 2006年 『唯獨你是王』
- 2007年 『留著愛』
- 2007年 『方舟東遊記』
- 2008年 『改造情人』
- 2008年 『尋…謎』
- 2008年 『野玫瑰之戀』

### 映画
- 2002年 『真心話』
- 2002年 『流氓師表』
- 2003年 『双雄』
- 2003年 『インファナル・アフェアIII　終極無間』
- 2003年 『星夢情真』
- 2003年 『ジェイ・チョウを探して』
- 2004年 『マジック・キッチン』
- 2004年 『爆裂都市』
- 2005年 『香港国際警察/NEW POLICE STORY』
- 2005年 『天地孩兒』
- 2007年 『真的戀愛了？』
- 2008年 『十分鍾情』
- 不詳   『草原上的女兒』

### MV
- 【時間停頓】- ザック・カオ
- 【男人心事】- ナタリス・チャン
- 【為寂寞拍拖】- ザック・カオ／パーシー・ファン
- 【真心唱歌】- ザック・カオ
- 【不要驚動愛情】- ザック・カオ
- 【迎春花】- TVB子供番組司会
- 【大節日】- Snazzアーティスト
- 【京華春夢】- EO2
- 【瞓身】 - ザック・カオ
- 【雨裡同行】 - レネイ・ダイ
- 【郎來了】 - ミリアム・ヨン
- 【花灑】- レネイ・ダイ
- 【白日夢之恋】- レネイ・ダイ
- 【悟空】 - レオ・クー

### 番組司会

#### TVB
- 2007年 『周大福Forevermark: 閃耀真我』
- 2007年-2009年 『東張西望』
- 2008年 『MTR Shops: 車站購物情縁』
- 2008年-2009年 『智激校園』

#### RTHKラジオ2
- 2005年 『給電影的情書』（Jessieと共に）

#### TeenPower
- 2004年 Web J Show Up 之 Fion Zac 未分男女 （フィオン・ヨンと共に）
- 2005年-2006年 『性在有心』 （シェレン・タン、程翠雲と共に）

### その他
- 深圳ケーブルテレビ番組：『新生活』
- Roadshow：『手機十大音樂排行榜』